# Group Therapy
Group Therapy war eine New Yorker Rockband, die 1966 von Ray Kennedy (Gesang) gegründet wurde. Die anderen Bandmitglieder waren Art Del Gudico (Gitarre), Jerry Guida (Keyboard), Tommy Burns (Schlagzeug) und Michael Lamont (Schlagzeug).
In Europa wurde die Gruppe bekannt, als sie 1968 Moby Grape auf einer Tour in Großbritannien begleitete. Da sie aber ihre bei Auftritten erzeugte Ausdrucksstärke nicht auf ihre Aufnahmen übertragen konnten, blieb der kommerzielle Erfolg aus. Die Gruppe löste sich nach der Veröffentlichung von nur drei Alben auf.

## Diskografie
- 1967: People Get Ready For Group Therapy
- 1969: You're In Need Of Group Therapy
- 1969: 37 Minutes Of Group Therapy